# Jacques Verna
Pour les articles homonymes, voir Verna.
Jacques Émilien Verna, né le 15 août 1922 à Paris 13e et mort le 30 janvier 2011 à La Seyne-sur-Mer, est un coureur cycliste, spécialiste de la piste.

## Biographie
Ses parents et grands-parents sont originaires de Tours. Né à Paris, dans le treizième arrondissement, il habite d'abord Ivry, dans l'ancien logement de Lucien Faucheux, puis Joinville-le-Pont où ses parents ont installé un magasin de cycles, associés à Jacques Louet,. Il débute par la natation. Entré au Club des Nageurs de Paris et conseillé par l'entraîneur Georges Hermant, il réalise très vite des performances prometteuses, se classant notamment deuxième d'un prix d'ouverture et deuxième du championnat de Paris 1934 des minimes, derrière Muller du SCUF. Mais un jour, dans une fête scolaire, Verna est classé injustement troisième de sa série, alors qu'il est manifestement premier, et cela le dégoûte de la natation. Il se tourne définitivement vers le vélo, et, vivement encouragé par ses parents ainsi que par l'ancien sprinter Jacques Louet qui fut son grand mentor sportif, il se lance dans la vitesse.
En août 1938, juste pour ses seize ans, Jacques Verna reçoit sa première licence. Il fait des débuts encourageants au vélodrome municipal de Vincennes et participe ensuite à la course de la Médaille 1938/39. Vainqueur d'une Médaille hebdomadaire, trois fois finalistes, il se qualifie pour la grande finale et parvient au demi-finale, mais se laisse bêtement enfermer et doit se contenter d’un accessit,.
À l'été 1939, il va en demi-finale du Grand Prix de Paris et du championnat de France. Le journal L'Auto le décrit comme le « phénomène Verna ».
De retour à Paris, après l'exode, en août 1940, Verna court pour la première fois avec les professionnels et gagne devant Guy Renaudin et Georges Senfftleben. Le 6 octobre 1940, au Parc des Princes. La finale du Critérium de France de vitesse réunit Renaudin, Verna et Ungier. Ce dernier part en tête aux 500 mètres, Renaudin réagit aussitôt, se lance à la poursuite d'Ungier sans craindre d'emmener Verna dans sa roue. Renaudin ne songe pas un seul instant que le jeune représentant de l'UVP peut l'inquiéter. Pourtant, Verna remonte ses deux adversaires et enlève le Critérium de France,. Il passe en 1e catégorie.
En 1941, il continue à apprendre son métier aux côtés de Senfftleben, André Degelas et Guy Claisy. Le 24 août 1941, au Parc des Princes, dans la revanche du Championnat de France amateurs de vitesse, Verna triomphe de Dégelas et de Senfftleben, qui avait remporté le titre quinze jours auparavant,,.
En 1942, il bat son grand rival Claisy dans le Critérium de France zone occupée, et règle un peu plus lard Claisy et Vigué dans le Champion de France de vitesse amateur,.
Il passe professionnel fin 1942 et poursuit sa carrière sans grande réussite et avec le moral en baisse. En juin 1944, au cours de la première journée du Grand Prix de Paris, à Vincennes, il remporte en individuelle une belle victoire, dans un excellent sprint final il confisque le succès à son grand adversaire de toujours Guy Claisy.

## Palmarès

### Championnat de France
- Champion de France de vitesse amateur : 1942
- Critérium de France de vitesse : 1940 et 1942

### Grand Prix
- Prix Arthur Spencer : 1939[9]
- Prix Émile Diot : 1942[20]
- Prix Peter Moeskops : 1944[21]